# フィンランド語
フィンランド語（フィンランドご、芬: suomen kieli, suomi）は、ウラル語族フィン・ウゴル語派のフィン・ペルム諸語フィン・ラップ諸語に属すバルト・フィン諸語の一言語。主にフィン人が使用する。
原語名称からスオミ語（Suomi）、またフィン語ともいう。この言語は膠着語であり、15格を有する。また同じバルト・フィン諸語にはエストニア語、サーミ語、カレリア語などが挙げられる。

## 概要
約600万人の人々が同言語を話し、その内の93%がフィンランド国内の人々である。フィンランドのうちオーランド諸島と一部の地域ではスウェーデン語を用いているか、もしくはフィンランド語とスウェーデン語を併用している。
フィンランド語はウラル語族であるため、話者グループの居住地が地理的に近いスウェーデン語やデンマーク語など他の北ヨーロッパの言語や、英語・ドイツ語などのインド・ヨーロッパ語族とは大きく異なる。

## 歴史
文献は後述するように16世紀に初めて現れるが、言語自体は紀元前12世紀頃には存在していた。  

### 中世
フィンランドは1323年のスウェーデン・ノヴゴロド公国間の平和条約ノーテボリ条約の締結から1809年のスウェーデン・ロシア帝国間のフレデリクスハムンの和約によってロシア帝国に割譲されるまでの間スウェーデンの統治下にあり（スウェーデン＝フィンランド）、当時の公用語はスウェーデン語であった。貴族など上流階級の者はスウェーデン語を話し、教会など宗教活動の場ではラテン語が使われていたため、フィンランド語は農民の間でのみ話されていた。
マルティン・ルターの宗教改革の影響で、1548年に司教ミカエル・アグリコラによる新約聖書のフィンランド語訳が出版された。フィンランド語の包括的な表記法が開発されたのはこれが初めてで、後の表記法の基礎となった。

### 近世以後
フィンランド語は宗教書のみならず、民衆語や民謡蒐集にも用いられるようになった。フィンランドが1809年にロシア領となり、1827年に首都がトゥルクから東のヘルシンキに移されたことは、フィンランド語の民族意識をもった発展に影響を与えた。
1860年代、フィンランドのスウェーデン離れを望むロシア皇帝アレクサンドル2世はフィンランド語を長らく公用語であったスウェーデン語と同じ地位にするよう政策を施したが、これはフィンランド人のうちスウェーデン語を母語とする者とフィンランド語を母語とする者との間での言語闘争を引き起こした。
フィンランド独立宣言後、1919年の統治章典には両言語は国語であり、平等であることが明記された。現在両言語はフィンランドの公用語となっており、街や駅などの看板にもフィンランド語での地名とスウェーデン語での地名が併記されている。

## 文字と発音
アーッコセット（Aakkoset, 英語のアルファベット）の文字は A～Z までの26文字に Ä、Ö を加えた全28文字（但しスウェーデン語のものを表す時稀に使われるÅを加えれば29文字）だが、B・C・F・Q・W・X・Z はほとんど使用されない。アーッコセットの発音は、原則一つの発音であり書かれたとおりに母音で区切って読むのが基本である。
特殊文字が表記できないワープロソフトの場合、ドイツ語やスウェーデン語では、ä を ae と表記する事もあるが、フィンランド語においては ää のように連続して同じ母音が使用されることがあるので、このような措置は採られず、通常通り aa と表記して、単語や母音調和で読む時に判断する。
R は歯茎ふるえ音で、舌先を振動させて「ラ」行を発音する。
外来語の [ʃ] およびその有声音 [ʒ] を表記するために Š, Ž を用いることがある。

## 音韻
フィンランド語の音韻構造を、国際音声記号 (IPA) を用いて示す。

### 母音
フィンランド語における短母音には、次表に記すものがある。各枠の左方に文字を、右方にその発音方法を IPA でそれぞれ示す。
|        | 前舌  | 前舌   | 中舌 | 後舌  | 後舌  |
| 非円唇 | 円唇  | 非円唇 | 中舌 | 円唇  |       |
| ------ | ----- | ------ | ---- | ----- | ----- |
| 狭     | i /i/ | y /y/  |      |       | u /u/ |
| 中央   | e /e/ | ö /ø/  |      |       | o /o/ |
| 広     | ä /æ/ |        |      | a /ɑ/ |       |

フィンランド語においては、日本語にはない母音があるので注意が必要である。
- "u" は、日本語の「う」よりももっと唇を円くして、尖らせて発音する。
- "y" は、"i" の舌の位置のまま、唇の形を "u" にして発音する。
- "ö" は、"e" の舌の位置のまま、唇の形を "o" にして発音する。
- 日本語の「あ」は "ä" と "a" の区別をしていないものなので注意が必要である。"ä" は、唇を若干横長にした「あ」である。それに対し、"a" は、アメリカ英語の "hot" の "o" に近く、唇を縦長に大きく開け、さらに舌面を下方に押し下げて「あ」と発音する。

フィンランド語の母音は上の8つの短母音と、それを全て長母音化した8つの長母音、そして異なる短母音を2つ以上組み合わせた重母音（多くは二重母音）が全てである。長母音は、短母音字を2つ続け書きして表す：aa, ee, ii, oo, uu, yy, ää, öö。フィンランド語では、母音の長短が意味の区別に大きく影響する。例：tili 口座、tiili レンガ。

### 子音
フィンランド語の子音をIPA で示す。
|            | 両唇 | 両唇 | 唇歯 | 唇歯 | 歯茎 | 歯茎 | 後部歯茎 | 後部歯茎 | 硬口蓋 | 硬口蓋 | 軟口蓋 | 軟口蓋 | 声門 | 声門 |
| ---------- | ---- | ---- | ---- | ---- | ---- | ---- | -------- | -------- | ------ | ------ | ------ | ------ | ---- | ---- |
| 鼻音       | m    | m    |      |      | n    | n    |          |          |        |        | ŋ      | ŋ      |      |      |
| 破裂音     | p    | (b)  |      |      | t    | d    |          |          |        |        | k      | (g)    | (ʔ)  | (ʔ)  |
| 摩擦音     |      |      | (f)  | (f)  | s    | s    | (ʃ)      | (ʒ)      |        |        |        |        | h    | h    |
| ふるえ音   |      |      |      |      | r    | r    |          |          |        |        |        |        |      |      |
| 接近音     |      |      | ʋ    | ʋ    |      |      |          |          | j      | j      |        |        |      |      |
| 側面接近音 |      |      |      |      | l    | l    |          |          |        |        |        |        |      |      |

上の表において、1つの枠に2つの小枠がある部分は、左が無声音、右が有声音であることを表す。また、( ) に囲まれた音素は通常外来語にのみ現れる。
フィンランド語の子音文字の発音は、おおむねそれと同じ字形の国際音声字母の示す音を表す。2, 3 ほど注意を付け加えると、
- "-nk-" は [ŋk] 、"-ng-" は [ŋŋ] と発音される。
- "ts" は（外来語を除き）必ず語中に現れ、[tts] と発音される（[t͡s] とはならないことに注意）。
- "j" はドイツ語やスウェーデン語などと同じく、日本語の「や行」の子音 [j] をあらわす。英語の「ヂュ」やフランス語の「ジュ」の子音のような発音は（外来語でない限り）しない。
- "r" は巻き舌（歯茎ふるえ音）で[r]と発音される。
- "v"は唇歯接近音で [ʋ] と発音される。
- "š", "ž" は外来語にのみ使用され、それぞれ [ʃ], [ʒ] の音を表す。しかしどちらも外来音であるために [s] で発音されることが多く、また表記においても "s", "sh", "zh" で書き換えられることも多い。例：fetišši（フェチ）、šakki（チェス）、fašismi（ファシズム）、Azerbaidžan（アゼルバイジャン）

フィンランド語の子音について特徴的なこととして、-tt-, -ll-, -mm- など、同じ子音を重ねた重子音が多く使われることが挙げられる。例：kukka [kukːɑ] 「クッカ」（花）、ammatti [ɑmːɑtːi] 「アンマッティ」（職業）。このような重子音（日本語で言うところの促音）の存在は、ヨーロッパではイタリア語が有名であるが、フィンランド語における重子音の頻度はイタリア語よりもさらに多い。フィンランド語においては子音が重なっているか否かで異なる意味になることがかなり多く、きちんと区別して発音しなければならない。kuka（誰）- kukka （花）、pula（欠乏）- pulla （菓子パン）、kisa（競技）- kissa（猫）など。-rr-, -ll- を除けば日本語には慣れた発音である（綿 [wata] - 割った [watta]、未開 [mikai] - 密会 [mikkai]、加盟 [kamei] - 感銘 [kammei]）が、日本語以外の言語ではこの類の発音や聞き取りの区別はかなり難しく、フィンランド語習得における難所の1つといわれることが多い。

### アクセント
フィンランド語のアクセントは、外来語，間投詞を除き必ず各単語の語頭の音節にピッチ（音程）の高いアクセントが付く。2語以上からなる合成語の場合は、その各要素の第1音節に副アクセントが置かれる。なお、日本語の橋と箸のようにピッチアクセントの違いで意味を区別することはない。

## 母音調和
フィンランド語の音韻構造に基づく形態論的特徴の1つとして母音調和が挙げられる。音韻の節で取り上げた母音 A・E・I・O・U・Y・Ä・Ö の8文字の内、 Y・Ä・Ö は前母音、 A・O・U は後母音と呼ばれ、それぞれ別のグループに属する。また E と I は中立母音と呼ばれどちらのグループとも一緒になることが出来る。母音調和が影響するのは、人称変化や格変化の時である。例えば、名詞の接格形（「～のところ（上、表面）に/で」の意）を作る格語尾は -lla と -llä があり、sohva（ソファ）は後母音のみを含むので接格形は sohvalla となり、名詞 Venäjä（ロシア） は前母音と中立母音を含むので接格形は Venäjällä となる（前母音と後母音は単語内で共存できない）。

## 文法

### 名詞の曲用
フィンランド語の名詞や形容詞は格変化（曲用）する。格変化とは、例えば日本語で「家」という語に「家で」、「家から」、「家へ」などと助詞を付けるのと同じように、格語尾と呼ばれるものを単語の後ろに付けることだと考えられる。例えば talo「家」という単語に語尾を付けて talosta とすると「家から」という意味になる。格変化の際には母音調和、また子音階梯交替という事柄を知っておくことが必要である。
母音調和とは、あるグループの母音と別のグループの母音は同じ語の中に現れることが出来ないという法則である。例えば Ä と A は別のグループに属するので、フィンランド語には tämä（これ）という単語はあるが、tamä という語はない。しかしながら、スウェーデン語 vampyr から借用された vampyyri（吸血鬼） といった外来語や、ympäristö（環境）と asia（物事、問題）を合わせた ympäristöasia（環境問題） などの複合語においてはその限りではない。また子音階程交替とは、名詞や動詞が変化する時に単語の中の k・t・p という3つの文字の関連する音が変化をする現象である。例えば kirkko（教会）という語に -ssa という語尾を付けて「教会の中に/で」という意味にすると kirkossa となり、語中の k は1つ減る。この kk → k の他、下表のとおり全部で17通りの子音階程交替がある。強階程と弱階程がある。
| 子音階梯交替 | 子音階梯交替 | 子音階梯交替 | 子音階梯交替 | 子音階梯交替 | 子音階梯交替 | 子音階梯交替 | 子音階梯交替 | 子音階梯交替 | 子音階梯交替 | 子音階梯交替 | 子音階梯交替 | 子音階梯交替 | 子音階梯交替 | 子音階梯交替 | 子音階梯交替 | 子音階梯交替 | 子音階梯交替 |
| ------------ | ------------ | ------------ | ------------ | ------------ | ------------ | ------------ | ------------ | ------------ | ------------ | ------------ | ------------ | ------------ | ------------ | ------------ | ------------ | ------------ | ------------ |
| 強階程       | pp           | p            | mp           | tt           | t            | nt           | ht           | lt           | rt           | kk           | k            | nk           | lke          | rke          | hke          | uku          | yky          |
| 弱階程       | p            | v            | mm           | t            | d            | nn           | hd           | ll           | rr           | k            | 消失         | ng           | lje          | rje          | hje          | uvu          | yvy          |

格変化の内訳は主格（基本形）、属格、対格、分格、様格、変格、内格、出格、入格、所格、向格、離格、欠格、共格、具格の15種類だが、共格と具格は複数形にしか見られない。なお、この内弱階程の形を取るものは単数属格、単・複数対格、単・複数変格、単・複数内格、単・複数出格、単・複数接格、単・複数向格、単・複数奪格、単・複数欠格、複数主格、複数具格の19種類である。
| 格の名称      | talo（家） | talo（家） | katu（通り） | katu（通り） | tuoli（椅子） | tuoli（椅子） | riski（リスク） | riski（リスク） | kissa（猫） | kissa（猫） | ystävä（友人） | ystävä（友人） |
| 格の名称      | 単数       | 複数       | 単数         | 複数         | 単数          | 複数          | 単数            | 複数            | 単数        | 複数        | 単数           | 複数           |
| ------------- | ---------- | ---------- | ------------ | ------------ | ------------- | ------------- | --------------- | --------------- | ----------- | ----------- | -------------- | -------------- |
| 主格          | talo       | talot      | katu         | kadut        | tuoli         | tuolit        | riski           | riskit          | kissa       | kissat      | ystävä         | ystävät        |
| 対格（=主格） | talo       | talot      | katu         | kadut        | tuoli         | tuolit        | riski           | riskit          | kissa       | kissat      | ystävä         | ystävät        |
| 対格（=属格） | talon      |            | kadun        |              | tuolin        |               | riskin          |                 | kissan      |             | ystävän        |                |
| 属格          | talon      | talojen    | kadun        | katujen      | tuolin        | tuolien       | riskin          | riskien         | kissan      | kissojen    | ystävän        | ystävien       |
| 分格          | taloa      | taloja     | katua        | katuja       | tuolia        | tuoleja       | riskiä          | riskejä         | kissaa      | kissoja     | ystävää        | ystäviä        |
| 内格          | talossa    | taloissa   | kadussa      | kaduissa     | tuolissa      | tuoleissa     | riskissä        | riskeissä       | kissassa    | kissoissa   | ystävässä      | ystävissä      |
| 出格          | talosta    | taloista   | kadusta      | kaduista     | tuolista      | tuoleista     | riskistä        | riskeistä       | kissasta    | kissoista   | ystävästä      | ystävistä      |
| 入格          | taloon     | taloihin   | katuun       | katuihin     | tuoliin       | tuoleihin     | riskiin         | riskeihin       | kissaan     | kissoihin   | ystävään       | ystäviin       |
| 所格（接格）  | talolla    | taloilla   | kadulla      | kaduilla     | tuolilla      | tuoleilla     | riskillä        | riskeillä       | kissalla    | kissoilla   | ystävällä      | ystävillä      |
| 離格（奪格）  | talolta    | taloilta   | kadulta      | kaduilta     | tuolilta      | tuoleilta     | riskiltä        | riskeiltä       | kissalta    | kissoilta   | ystävältä      | ystäviltä      |
| 向格          | talolle    | taloille   | kadulle      | kaduille     | tuolille      | tuoleille     | riskille        | riskeille       | kissalle    | kissoille   | ystävälle      | ystäville      |
| 様格          | talona     | taloina    | katuna       | katuina      | tuolina       | tuoleina      | riskinä         | riskeinä        | kissana     | kissoina    | ystävänä       | ystävinä       |
| 変格          | taloksi    | taloiksi   | kaduksi      | kaduiksi     | tuoliksi      | tuoleiksi     | riskiksi        | riskeiksi       | kissaksi    | kissoiksi   | ystäväksi      | ystäviksi      |
| 具格          |            | taloin     |              | kaduin       |               | tuolein       |                 | riskein         |             | kissoin     |                | ystävin        |
| 欠格          | talotta    | taloitta   | kadutta      | kaduitta     | tuolitta      | tuoleitta     | riskittä        | riskeittä       | kissatta    | kissoitta   | ystävättä      | ystävittä      |
| 共格          |            | taloineen  |              | katuineen    |               | tuoleineen    |                 | riskeineen      |             | kissoineen  |                | ystävineen     |

### 動詞の活用
フィンランド語では動詞の後に主語を表す人称語尾が付く。例えば ostaa「買う」という動詞で、ostan は「私が買う」という意味だが、ostat は「あなたが買う」、ostamme は「私達が買う」という意味になる。単数と複数併せて6つの人称を区別する（3人称の彼/彼女の区別はない）ので、6つの人称語尾を覚えることになる。動詞の形としては現在形、現在完了形、過去形、過去完了形、条件法現在形、条件法完了形、可能法現在形、可能法完了形に1～3人称までの単数・複数で6個ずつ形がある。その他受動態現在、受動態過去、受動態現在完了、受動態過去完了、受動態の条件法現在、受動態の条件法完了、受動態の可能法現在、受動態の可能法完了、命令形、第一不定詞長形、第二不定詞、第三不定詞、第四不定詞、現在分詞、過去分詞、行為者分詞、動名詞があり、英語のbe動詞に当たるolen, olet, on,などとの組み合わせも一つの形として数えた場合、全て併せると1つの動詞に100以上の変化形があることになる。
| 人称      | 現在形    | 現在形         | 現在完了形      | 現在完了形            |
| 人称      | 肯定形    | 否定形         | 肯定形          | 否定形                |
| --------- | --------- | -------------- | --------------- | --------------------- |
| 1人称単数 | puhun     | en puhu        | olen puhunut    | en ole puhunut        |
| 2人称単数 | puhut     | et puhu        | olet puhunut    | et ole puhunut        |
| 3人称単数 | puhuu     | ei puhu        | on puhunut      | ei ole puhunut        |
| 1人称複数 | puhumme   | emme puhu      | olemme puhuneet | emme ole puhuneet     |
| 2人称複数 | puhutte   | ette puhu      | olette puhuneet | ette ole puhuneet     |
| 3人称複数 | puhuvat   | eivät puhu     | ovat puhuneet   | eivät ole puhuneet    |
| 受動態    | puhutaan  | ei puhuta      | on puhuttu      | ei ole puhuttu        |
| 人称      | 過去形    | 過去形         | 過去完了形      | 過去完了形            |
| 人称      | 肯定形    | 否定形         | 肯定形          | 否定形                |
| 1人称単数 | puhuin    | en puhunut     | olin puhunut    | en ollut puhunut      |
| 2人称単数 | puhuit    | et puhunut     | olit puhunut    | et ollut puhunut      |
| 3人称単数 | puhui     | ei puhunut     | oli puhunut     | ei ollut puhunut      |
| 1人称複数 | puhuimme  | emme puhuneet  | olimme puhuneet | emme olleet puhuneet  |
| 2人称複数 | puhuitte  | ette puhuneet  | olitte puhuneet | ette olleet puhuneet  |
| 3人称複数 | puhuivat  | eivät puhuneet | olivat puhuneet | eivät olleet puhuneet |
| 受動態    | puhuttiin | ei puhuttu     | oli puhuttu     | ei ollut puhuttu      |

| 人称      | 現在形       | 現在形        | 完了形            | 完了形               |
| 人称      | 肯定形       | 否定形        | 肯定形            | 否定形               |
| --------- | ------------ | ------------- | ----------------- | -------------------- |
| 1人称単数 | puhuisin     | en puhuisi    | olisin puhunut    | en olisi puhunut     |
| 2人称単数 | puhuisit     | et puhuisi    | olisit puhunut    | et olisi puhunut     |
| 3人称単数 | puhuisi      | ei puhuisi    | olisi puhunut     | ei olisi puhunut     |
| 1人称複数 | puhuisimme   | emme puhuisi  | olisimme puhuneet | emme olisi puhuneet  |
| 2人称複数 | puhuisitte   | ette puhuisi  | olisitte puhuneet | ette olisi puhuneet  |
| 3人称複数 | puhuisivat   | eivät puhuisi | olisivat puhuneet | eivät olisi puhuneet |
| 受動態    | puhuttaisiin | ei puhuttaisi | olisi puhuttu     | ei olisi puhuttu     |

| 人称      | 現在形      | 現在形           | 完了形           | 完了形                 |
| 人称      | 肯定形      | 否定形           | 肯定形           | 否定形                 |
| --------- | ----------- | ---------------- | ---------------- | ---------------------- |
| 2人称単数 | puhu        | älä puhu         | ole puhunut      | älä ole puhunut        |
| 3人称単数 | puhukoon    | älköön puhuko    | olkoon puhunut   | älköön olko puhunut    |
| 1人称複数 | puhukaamme  | älkäämme puhuko  | olkaamme puhunut | älkäämme olko puhuneet |
| 2人称複数 | puhukaa     | älkää puhuko     | olkaa puhuneet   | älkää olko puhuneet    |
| 3人称複数 | puhukoot    | älkööt puhuko    | olkoot puhuneet  | älkööt olko puhuneet   |
| 受動態    | puhuttakoon | älköön puhuttako | olkoon puhuttu   | älköön olko puhuttu    |

| 人称      | 現在形      | 現在形       | 完了形            | 完了形               |
| 人称      | 肯定形      | 否定形       | 肯定形            | 否定形               |
| --------- | ----------- | ------------ | ----------------- | -------------------- |
| 1人称単数 | puhunen     | en puhune    | lienen puhunut    | en liene puhunut     |
| 2人称単数 | puhunet     | et puhune    | lienet puhunut    | et liene puhunut     |
| 3人称単数 | puhunee     | ei puhune    | lienee puhunut    | ei liene puhunut     |
| 1人称複数 | puhunemme   | emme puhune  | lienemme puhuneet | emme liene puhuneet  |
| 2人称複数 | puhunette   | ette puhune  | lienette puhuneet | ette liene puhuneet  |
| 3人称複数 | puhunevat   | eivät puhune | lienevat puhuneet | eivät liene puhuneet |
| 受動態    | puhuttaneen | ei puhuttane | lienee puhuttu    | ei liene puhuttu     |

※他、第1～第4不定詞・分詞・動名詞は省略

## フィンランド語由来の言葉
フィンランド語由来の日本語の単語にはサウナ、サルミアッキ、カンテレ、（そりの）アキオなどがある。